# Ir-Sais
Irgwin Placido Sluis (Nort di Saliña, 29 september 1988), beter bekend als Ir-Sais, is een Bonairiaanse zanger.

## Biografie
Irgwin Sluis werd geboren in Nort di Saliña en groeide op in de wijk Tera Corá. Hij heeft een Bonaireaanse vader en een moeder afkomstig van de Dominicaanse Republiek. Toen hij 1 jaar oud was overleed zijn vader. Hierdoor is hij alleen door zijn moeder opgevoed. Sluis kwam op zijn zevende in contact met de muziek, welke zijn interesse begon te wekken. Op 11-jarige leeftijd begon hij slagwerk te spelen op van tonnetjes gemaakte drums. Toen hij 13 jaar oud was, begon hij met windsurfen. Twee jaar later echter besloot hij hiermee te stoppen en zich weer op muziek te focussen. Hierna is hij zich altijd blijven ontwikkelen in de muziekwereld. Zo schrijft hij teksten en produceert hij muziek. Ook speelt hij meerdere instrumenten.
In het verleden heeft Sluis deel uitgemaakt van meerdere muziekgroepen; de Ice Band (2003) en de Happy Band (2004-2007). Daarnaast heeft hij samen met goede vriend Remyman een eigen muziekgroep, "Insoportabel", opgericht. Samen brachten ze twee cd's uit. In 2009 verhuisde hij naar het Europees deel van Nederland en lanceerde in 2010 zijn eerste solo-single. Sindsdien heeft hij samengewerkt met verschillende Nederlandse bekende namen als Keizer, Hef, Freddy Moreira en Gio, maar ook met internationale artiesten als Sean Paul, afropop-artiest Davido en reggaetónartiest Rauw Alejandro.
In 2021 werd hij onderscheiden als "ereburger van Bonaire".

## Discografie

### Singles
- Motiva (2018)
- Schatje, zeg maar (2010)
- Dream Girl (2018)

### LP's[5]
- Heat
- Next Round
- Deeper
- Deeper 2.0